# Tatsuno (Hyōgo)
Tatsuno (japanisch たつの市, -shi) ist eine Stadt in der Präfektur Hyōgo in Japan.

## Geographie
Tatsuno liegt östlich von Okayama und westlich von Himeji an dem Binnenmeer Seto-Inlandsee.

## Geschichte
Tatsuno ist eine alte Burgstadt. Im Jahr 1334 baute Nitta Yoshisada, die aber bald in den Besitz der Akamatsu kam, die dort zweihundert Jahre lang residierten. Unter den Tokugawa war der Ort ab 1600 Sitz der Ikeda, ab 1617 der Ogasawara, ab 1637 der Kyōgoku. Zerstört im Jahr 1658, wurde die Burg 1672 von Wakizaka Yasumasu wiederhergestellt. Die Wakizaka residierten dort bis 1868.
Am 1. Oktober 2005 erhielt Tatsuno unter Einbeziehung der Gemeinden Shingu, Ibogawa und Mitsu das Stadtrecht.

## Verkehr
- Straße:
  - Sanyo-Autobahn
  - Harima-Autobahn
  - Nationalstraße 2
  - Nationalstraßen 29, 179, 250
- Zug
  - JR Kishin-Linie: nach Himeji und Niimi
  - JR San’yō-Hauptlinie: nach Kōbe und Kitakyūshū

## Sehenswürdigkeiten

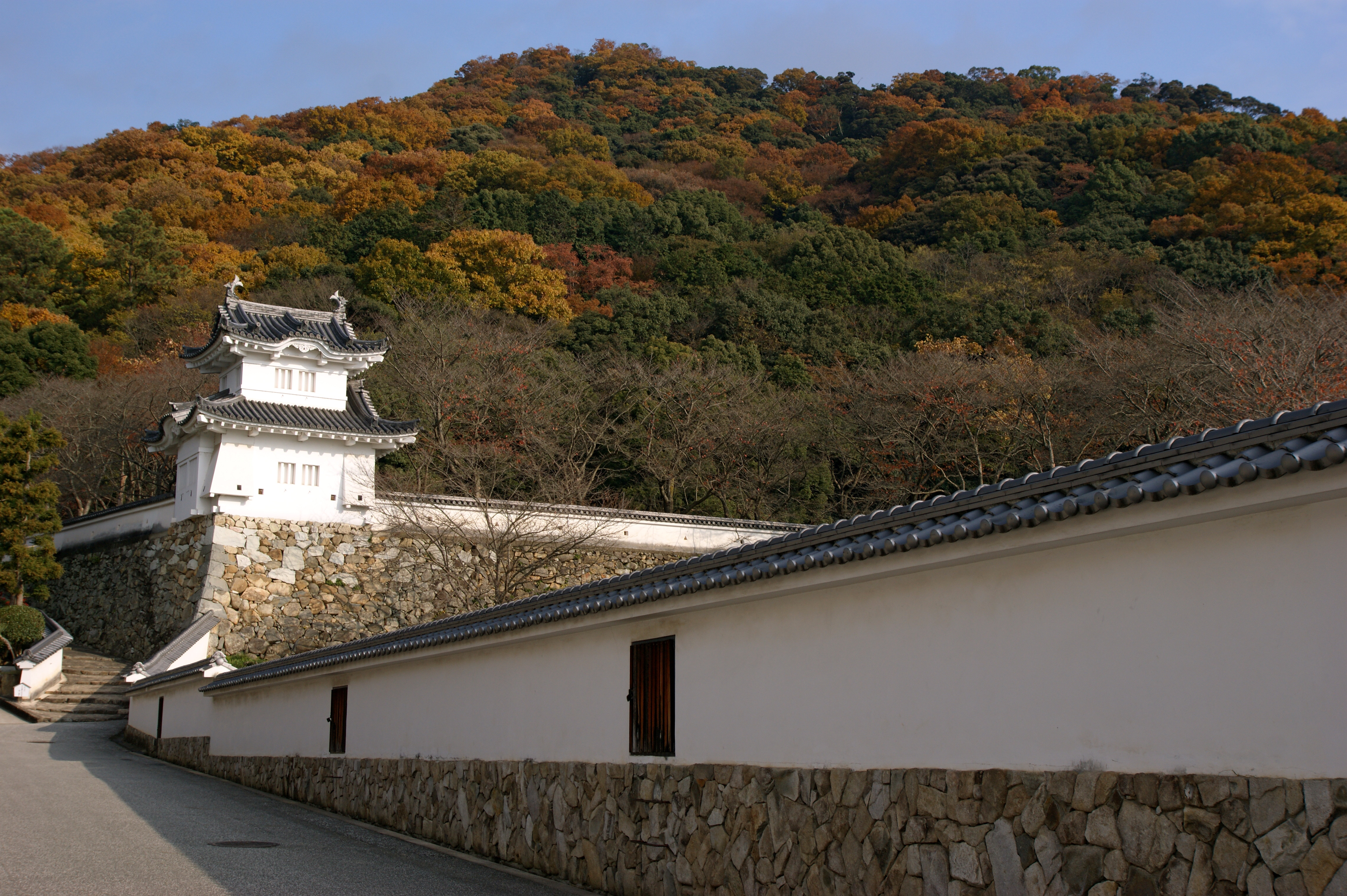
Burg Tatsuno

- Burg Tatsuno

## Städtepartnerschaften
- Anniston (Alabama), USA

## Angrenzende Städte und Gemeinden
- Himeji
- Aioi
- Shiso
- Kamigōri
- Sayō
- Taishi

## Persönlichkeiten
- Urara Kawaguchi (* 2000), Mountainbikerin